# GutsMuthsstraße 1 (Quedlinburg)

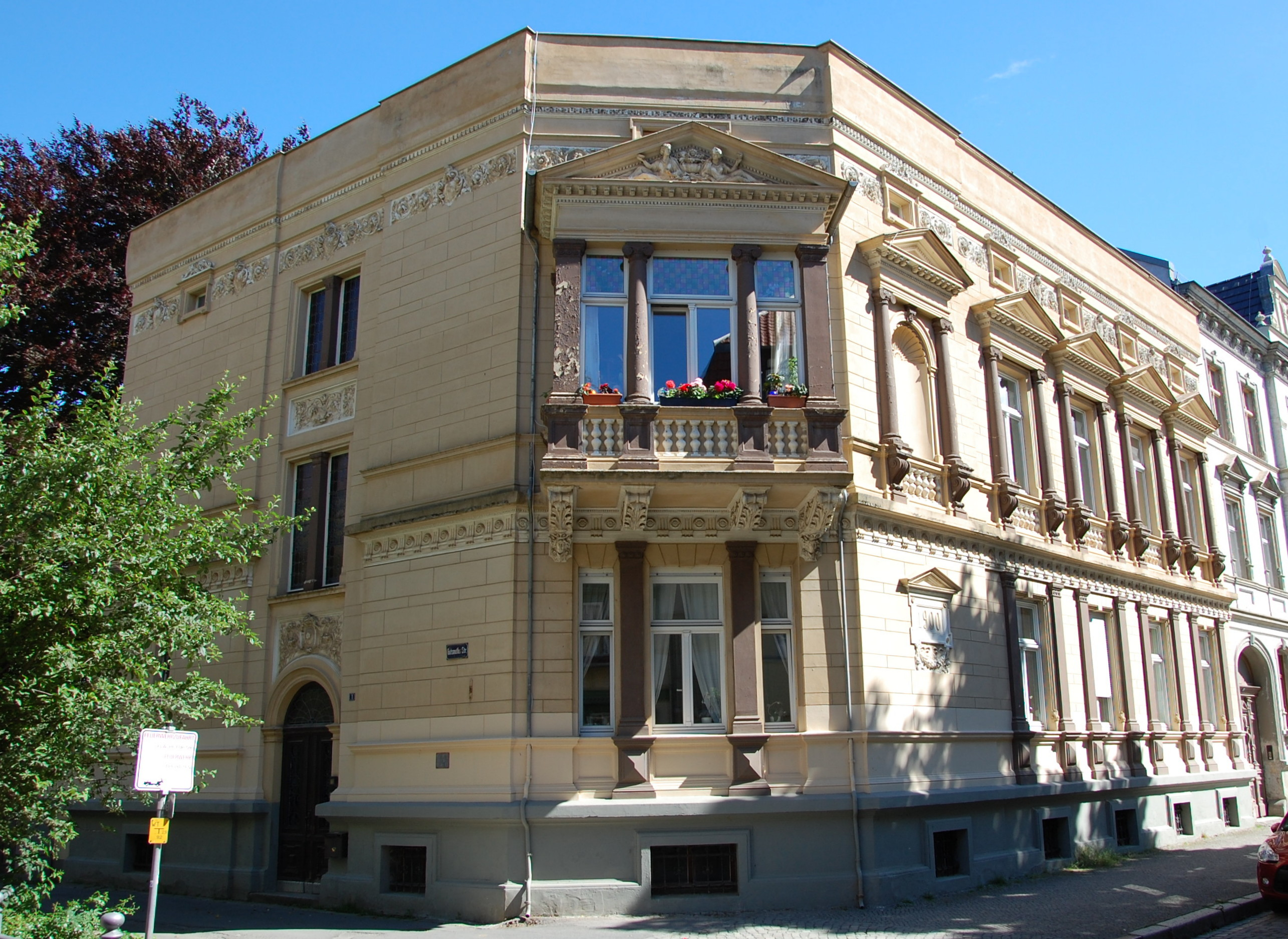
Haus GutsMuthsstraße 1

Das Haus GutsMuthsstraße 1 ist ein denkmalgeschütztes Gebäude in der Stadt Quedlinburg in Sachsen-Anhalt.

## Lage
Das Gebäude befindet sich im Osten der historischen Quedlinburger Altstadt in einer Ecklage zur Straße Mummental. Es ist im Quedlinburger Denkmalverzeichnis als Wohnhaus eingetragen. Südlich grenzt das gleichfalls denkmalgeschützte Haus Pölle 35 an.

## Architektur und Geschichte
Das zweigeschossige Wohnhaus wurde in massiver Bauweise errichtet und im Jahr 1900 fertiggestellt. Die Fassade des an eine Villa erinnernden Gebäudes ist mit Stuckelementen im Stil des Spätklassizismus verziert. Im Treppenhaus und an der Loggia  befinden sich Reste von Bleiverglasungen.
Zuvor befand sich etwa an dieser Stelle ein dreigeschossiges Fachwerkhaus mit der Adresse Pölle 35. Das Haus gehörte dem Stadtrat Vogel. Es gab dann Planungen zum Bau einer Straße von der Pölle aus nach Osten bis zur Pölkenstraße und weiter über Konvent und Mauerstraße bis zur Amelungstraße. Das Haus stand auf dem Verlauf der geplanten Straße. Es wurde daher von der Stadt Quedlinburg für 19.100 Mark gekauft und dann am 14. Juni 1899 abgerissen. Die Straße, die heutige GutsMuthsstraße, wurde dann nur zum Teil umgesetzt. Es wurde lediglich eine Fußgängerbrücke über den Mühlgraben geschlagen.
Die ehemaligen Seitengebäude der Pölle 35 blieben zunächst als Häuser GutsMuthsstraße 2, 3 und 4 erhalten und wurden in der Zeit der DDR abgerissen.